# ميان رز (مقاطعة فومن)
ميان رز (بالفارسية: میان رز) هي قرية تقع في غيلان في إيران. يقدر عدد سكانها بـ 295 نسمة بحسب إحصاء 2016.